# Renato Bosatta
Renato Bosatta (Pianello del Lario, 11 de febrero de 1938) es un deportista italiano que compitió en remo.
Participó en tres Juegos Olímpicos de Verano entre los años 1960 y 1968, obteniendo tres medallas: plata en Roma 1960, plata en Tokio 1964 y bronce en México 1968. Ganó dos medallas en el Campeonato Europeo de Remo, oro en 1961 y bronce en 1964.

## Palmarés internacional
| Juegos Olímpicos   | Juegos Olímpicos          | Juegos Olímpicos  | Juegos Olímpicos   |
| Año                | Lugar                     | Medalla           | Prueba             |
| ------------------ | ------------------------- | ----------------- | ------------------ |
| 1960               | Roma (Italia)             | Medalla de plata  | Cuatro sin timonel |
| 1964               | Tokio (Japón)             | Medalla de plata  | Cuatro con timonel |
| 1968               | Ciudad de México (México) | Medalla de bronce | Cuatro sin timonel |
| Campeonato Europeo |                           |                   |                    |
| Año                | Lugar                     | Medalla           | Prueba             |
| 1961               | Praga (Checoslovaquia)    | Medalla de oro    | Cuatro sin timonel |
| 1964               | Ámsterdam (Países Bajos)  | Medalla de bronce | Cuatro con timonel |